# Marathon de Stockholm
Le marathon de Stockholm, en suédois Stockholm Marathon ou Stockholmsmaran, est une course pédestre de 42,195 kilomètres de long qui a lieu chaque année depuis 1979.

## Description
Le premier marathon de Stockholm a lieu en 1979.
Le départ a lieu au Stade olympique de 1912, avec un parcours d'une double boucle dans la ville, l'arrivée est dans l'enceinte du stade. C'est une des dix courses les plus réputées.
Le marathon a lieu un samedi après-midi de juin.

## Palmarès

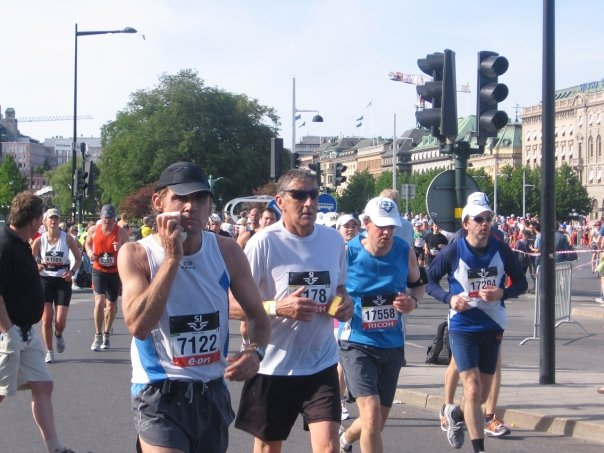
Coureurs à proximité du palais royal en 2008.

### Hommes
| Année | Athlète            | Pays                     | Temps           |
| ----- | ------------------ | ------------------------ | --------------- |
| 1979  | Jukka Toivola      | Finlande                 | 2 h 17 min 35 s |
| 1980  | Jeff Wells         | États-Unis               | 2 h 15 min 49 s |
| 1981  | Bill Rodgers       | États-Unis               | 2 h 13 min 26 s |
| 1982  | Kjell-Erik Ståhl   | Suède - Hässleholms AIS  | 2 h 19 min 20 s |
| 1983  | Hugh Jones         | Royaume-Uni              | 2 h 11 min 37 s |
| 1984  | Agapius Masong     | Tanzanie                 | 2 h 13 min 47 s |
| 1985  | Tommy Persson      | Suède - Heleneholms IF   | 2 h 17 min 18 s |
| 1986  | Kjell-Erik Ståhl   | Suède - Enhörna IF       | 2 h 12 min 33 s |
| 1987  | Kevin Forster      | Royaume-Uni              | 2 h 13 min 52 s |
| 1988  | Suleiman Nyambui   | Tanzanie                 | 2 h 14 min 26 s |
| 1989  | Dave Clarke        | Royaume-Uni              | 2 h 13 min 34 s |
| 1990  | Simon Robert Naali | Tanzanie                 | 2 h 13 min 04 s |
| 1991  | Åke Eriksson       | Suède - Hässelby SK      | 2 h 12 min 38 s |
| 1992  | Hugh Jones         | Royaume-Uni              | 2 h 15 min 58 s |
| 1993  | Daniel Mbuli       | Afrique du Sud           | 2 h 16 min 30 s |
| 1994  | Tesfaye Bekele     | Ethiopia                 | 2 h 14 min 06 s |
| 1995  | Åke Eriksson       | Suède - Hässelby SK      | 2 h 14 min 29 s |
| 1996  | Tesfaye Bekele     | Ethiopia                 | 2 h 15 min 05 s |
| 1997  | Benson Masya       | Kenya                    | 2 h 17 min 22 s |
| 1998  | Martin Ojuko       | Kenya                    | 2 h 16 min 12 s |
| 1999  | Alfred Shemweta    | Suède - Flemingsbergs SK | 2 h 14 min 52 s |
| 2000  | Alfred Shemweta    | Suède - Flemingsbergs SK | 2 h 18 min 49 s |
| 2001  | Anders Szalkai     | Suède - Spårvägens FK    | 2 h 18 min 17 s |
| 2002  | My Tahar Echchadli | Maroc                    | 2 h 18 min 20 s |
| 2003  | Josphat Chemjor    | Kenya                    | 2 h 18 min 14 s |
| 2004  | Joseph Riri        | Kenya                    | 2 h 16 min 12 s |
| 2005  | Kasirayi Sita      | Zimbabwe                 | 2 h 13 min 28 s |
| 2006  | Philip Bandawe     | Zimbabwe                 | 2 h 17 min 01 s |
| 2007  | Philip Bandawe     | Zimbabwe                 | 2 h 20 min 56 s |
| 2008  | Willy Korir        | Kenya                    | 2 h 16 min 03 s |
| 2009  | Paul Kipkemei Kogo | Kenya                    | 2 h 15 min 34 s |
| 2010  | Joseph Lagat       | Kenya                    | 2 h 12 min 48 s |
| 2011  | Shumi Gerbaba      | Éthiopie                 | 2 h 14 min 07 s |
| 2012  | Methkal Abu Drais  | Jordanie                 | 2 h 19 min 16 s |
| 2013  | Shumi Gerbaba      | Éthiopie                 | 2 h 16 min 13 s |
| 2014  | Benjamin Bitok     | Kenya                    | 2 h 13 min 21 s |
| 2015  | Yekeber Bayabel    | Éthiopie                 | 2 h 18 min 22 s |
| 2016  | Stanley Koech      | Kenya                    | 2 h 10 min 58 s |
| 2017  | Abrha Milaw        | Éthiopie                 | 2 h 11 min 36 s |
| 2018  | Lawi Kiptui        | Kenya                    | 2 h 13 min 30 s |

### Femmes
| Année | Athlète                   | Pays                     | Temps           |
| ----- | ------------------------- | ------------------------ | --------------- |
| 1979  | Heide Brenner             | Allemagne de l'Ouest     | 2 h 47 min 06 s |
| 1980  | Ingrid Kristiansen        | Norvège                  | 2 h 38 min 45 s |
| 1981  | Ingrid Kristiansen        | Norvège                  | 2 h 41 min 34 s |
| 1982  | Ingrid Kristiansen        | Norvège                  | 2 h 34 min 26 s |
| 1983  | Tuulikki Räisänen         | Suède - Enhörna IF       | 2 h 36 min 58 s |
| 1984  | Ria Van Landeghem         | Belgique                 | 2 h 34 min 13 s |
| 1985  | Jeanette Nordgren         | Suède - IK Vikingen      | 2 h 36 min 43 s |
| 1986  | Evy Palm                  | Suède - Mölndals AIK     | 2 h 34 min 42 s |
| 1987  | Evy Palm                  | Suède - Mölndals AIK     | 2 h 35 min 14 s |
| 1988  | Grete Waitz               | Norvège                  | 2 h 28 min 24 s |
| 1989  | Evy Palm                  | Suède - Mölndals AIK     | 2 h 33 min 26 s |
| 1990  | Midde Hamrin              | Suède - Mölndals AIK     | 2 h 37 min 07 s |
| 1991  | Midde Hamrin              | Suède - Mölndals AIK     | 2 h 36 min 15 s |
| 1992  | Linda Milo                | Belgique                 | 2 h 39 min 10 s |
| 1993  | Grete Kirkeberg           | Norvège                  | 2 h 37 min 58 s |
| 1994  | Irina Sklarenko           | Ukraine                  | 2 h 40 min 34 s |
| 1995  | Ingmarie Nilsson          | Suède - Ullevi Friidrott | 2 h 33 min 03 s |
| 1996  | Grete Kirkeberg           | Norvège                  | 2 h 36 min 40 s |
| 1997  | Anita Håkenstad           | Norvège                  | 2 h 33 min 26 s |
| 1998  | Grete Kirkeberg           | Norvège                  | 2 h 37 min 39 s |
| 1999  | Marie Söderström-Lundberg | Suède - Hässelby SK      | 2 h 36 min 55 s |
| 2000  | Marie Söderström-Lundberg | Suède - Hässelby SK      | 2 h 37 min 57 s |
| 2001  | Esther Kiplagat           | Kenya                    | 2 h 29 min 55 s |
| 2002  | Lena Gavelin              | Suède - BIF Jamtrennarna | 2 h 33 min 48 s |
| 2003  | Marie Söderström-Lundberg | Suède - Hässelby SK      | 2 h 35 min 07 s |
| 2004  | Rita Jeptoo               | Kenya                    | 2 h 35 min 14 s |
| 2005  | Tina Maria Ramos          | Espagne                  | 2 h 41 min 31 s |
| 2006  | Anna Rahm                 | Suède - Rånäs            | 2 h 36 min 35 s |
| 2007  | Kirsten Melkevik Otterbu  | Norvège                  | 2 h 37 min 02 s |
| 2008  | Isabellah Andersson       | Suède - Hässelby SK      | 2 h 34 min 14 s |
| 2009  | Isabellah Andersson       | Suède - Hässelby SK      | 2 h 33 min 52 s |
| 2010  | Isabellah Andersson       | Suède - Hässelby SK      | 2 h 31 min 35 s |
| 2011  | Isabellah Andersson       | Suède - Hässelby SK      | 2 h 37 min 28 s |
| 2012  | Derebe Godana             | Éthiopie                 | 2 h 40 min 19 s |
| 2013  | Isabellah Andersson       | Suède - Hässelby SK      | 2 h 33 min 49 s |
| 2014  | Isabellah Andersson       | Suède - Hässelby SK      | 2 h 32 min 28 s |
| 2015  | Isabellah Andersson       | Suède - Hässelby SK      | 2 h 34 min 14 s |
| 2016  | Jane Onyangi              | Kenya                    | 2 h 31 min 45 s |
| 2017  | Konjit Tilahun            | Éthiopie                 | 2 h 35 min 45 s |
| 2018  | Mikaela Larsson           | Suède                    | 2 h 40 min 28 s |